# Бозёва
Бозёва (болг. Бозьова) — село в Болгарии. Находится в Пазарджикской области, входит в общину Велинград. Население составляет 62 человека.

## Политическая ситуация
Бозёва подчиняется непосредственно общине и не имеет своего кмета.
Кмет (мэр) общины Велинград — Иван Георгиев Лебанов (независимый) по результатам выборов.